# Psaltriodes thriambis
Psaltriodes thriambis är en fjärilsart som beskrevs av Edward Meyrick 1902. Psaltriodes thriambis ingår i släktet Psaltriodes och familjen praktmalar, Oecophoridae. Inga underarter finns listade i Catalogue of Life.